# Amerikanischer Nerz
Der Amerikanische Nerz oder Mink (Neogale vison, Syn.: Neovison vison, Mustela vison) ist eine Raubtierart aus der Familie der Marder (Mustelidae). Ursprünglich nur in Nordamerika verbreitet, ist er als Gefangenschaftsflüchtling aus Pelztierfarmen mittlerweile auch in Europa heimisch.

## Merkmale

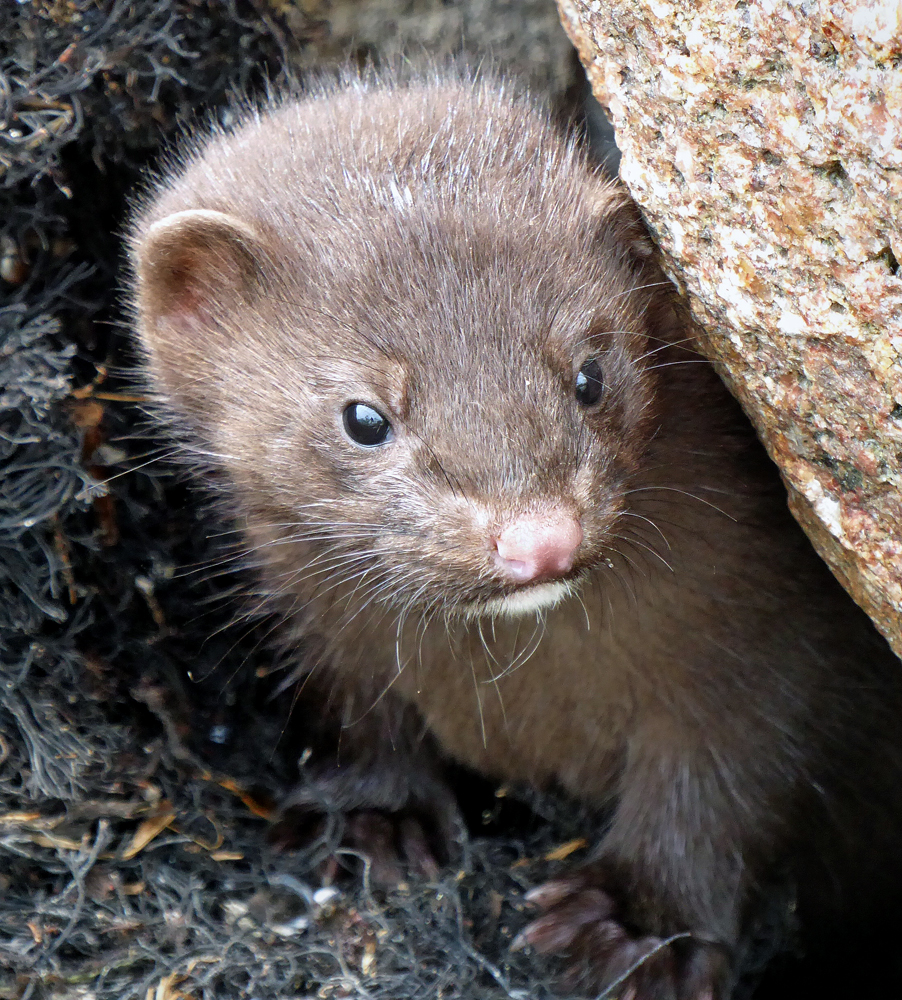
Juveniles Tier

Amerikanische Nerze haben einen langgestreckten Körper mit relativ kurzen Gliedmaßen und Schwanz. Das Gesicht ist flach und zugespitzt, die Zehen sind als Anpassung an die semiaquatische Lebensweise zum Teil mit Schwimmhäuten verbunden. Eine Analdrüse sondert ein moschusartiges Sekret ab, dessen Geruch manchmal als penetranter als der der Skunks beschrieben wird. Das weiche, dichte Fell ist wasserabweisend, seine Grundfärbung ist braun. Das Kinn ist weiß gefärbt, manchmal sind auch weiße Flecken an der Kehle und am Bauch sichtbar. Durch Züchtungen sind mittlerweile viele Farbvarianten vorhanden. Die Tiere erreichen eine Kopf-Rumpf-Länge von 30 bis 43 Zentimetern, eine Schwanzlänge von 13 bis 23 Zentimetern und ein Gewicht von 0,7 bis 2,3 Kilogramm, wobei die Männchen deutlich schwerer werden als die Weibchen. Amerikanische Nerze können somit weitaus schwerer werden als ihre europäischen Vettern. Das führt dazu, dass die Männchen des amerikanischen Nerzes von den Weibchen des europäischen Nerzes als Deckungspartner bevorzugt werden. Eine Deckung ist aber nicht möglich. Dies wird als eine eventuell wesentliche Ursache der Gefährdung des Bestandes des europäischen Nerzes angesehen. Ein weiteres Unterscheidungsmerkmal des amerikanischen Nerzes zum europäischen ist die fehlende weiße Oberlippe.

## Verbreitung und Lebensraum

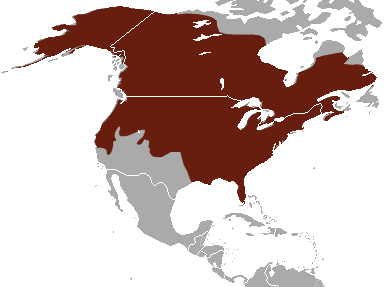
Verbreitungsgebiet des Minks in Nordamerika

Ursprünglich war die Art auf Nordamerika beschränkt. Sie kam in Alaska, in nahezu ganz Kanada (mit Ausnahme des äußersten Nordens) sowie im Kerngebiet der Vereinigten Staaten (den 48 zusammenhängenden Staaten) außer den südwestlichen Teilen vor. Seit den 1950er Jahren haben sich aus Nerzfarmen entlaufene oder freigelassene Tiere auch in Europa ausgebreitet und den heimischen Europäischen Nerz weithin verdrängt.
Amerikanische Nerze sind ans Wasser gebunden. Man findet sie sowohl entlang von Flüssen und Seen als auch in Sümpfen und im Marschland. Sie benötigen dabei aber dicht mit Vegetation bestandene Ufergebiete. Auch Meeresarme und küstennahe Inseln werden von ihnen besiedelt.

## Lebensweise
Die Tiere sind in der Regel dämmerungs- oder nachtaktiv. Tagsüber verbergen sie sich in Bauen, die sie selbst gegraben oder von anderen Tieren übernommen haben, manchmal auch unter Steinen oder in Baumwurzeln. Selbstgegrabene Baue können bis zu drei Meter lang sein und oft mehrere Eingänge haben. Minks können ausgezeichnet schwimmen und bis in Tiefen von sechs Metern tauchen. Außerhalb der Paarungszeit leben sie einzelgängerisch und reagieren auf Artgenossen äußerst aggressiv. Mit dem Sekret der Analdrüse werden die Reviergrenzen markiert, die Größe der Territorien ist variabel, die von Weibchen sind üblicherweise 8 bis 20 Hektar groß, Reviere von Männchen sind größer und können manchmal 800 Hektar umfassen.
Amerikanische Nerze sind Fleischfresser, die sich von einer Vielzahl von Beutetieren ernähren. Sie verzehren unter anderem kleine Säugetiere (wie Bisam, Hasen und Spitzmäuse), Krebse und Frösche. Manchmal erbeuten sie auch Wasservögel und Fische.

## Fortpflanzung
Einmal im Jahr bringt das Weibchen nach einer rund 40- bis 80-tägigen Tragzeit zwei bis zehn (durchschnittlich fünf) Jungtiere zur Welt. Die hohe Varianz der Trächtigkeitsdauer liegt vermutlich an einer verzögerten Einnistung der befruchteten Eizelle. Die Paarungszeit fällt in die Monate Februar bis Anfang April, die Geburt auf Ende April oder Mai. Zur Geburt kleidet das Weibchen ein Nest mit Fell, Federn und trockenen Pflanzen aus; dort verbringen die Neugeborenen ihre ersten Lebenswochen. Nach fünf bis sechs Wochen werden sie entwöhnt, im Herbst verlassen sie ihre Mutter endgültig. Weibchen werden mit rund einem Jahr und Männchen mit 18 Monaten geschlechtsreif. Die Lebenserwartung wird auf maximal zehn Jahre geschätzt.

## Systematik
Traditionell wurde der Amerikanische Nerz zusammen mit dem Europäischen Nerz und einigen Wieseln in die Gattung Mustela eingeordnet. Jüngeren Untersuchungen zufolge ist er jedoch nur entfernt mit diesen verwandt und zusammen mit dem Langschwanzwiesel (Neogale frenata), dem Kolumbianischen Wiesel (Neogale felipei), dem Tropischen Wiesel (Neogale africana) und dem ausgestorbenen Seenerz (Neogale macrodon) der Gattung Neogale innerhalb der Marder zugeordnet.

## Amerikanischer Nerz und Mensch

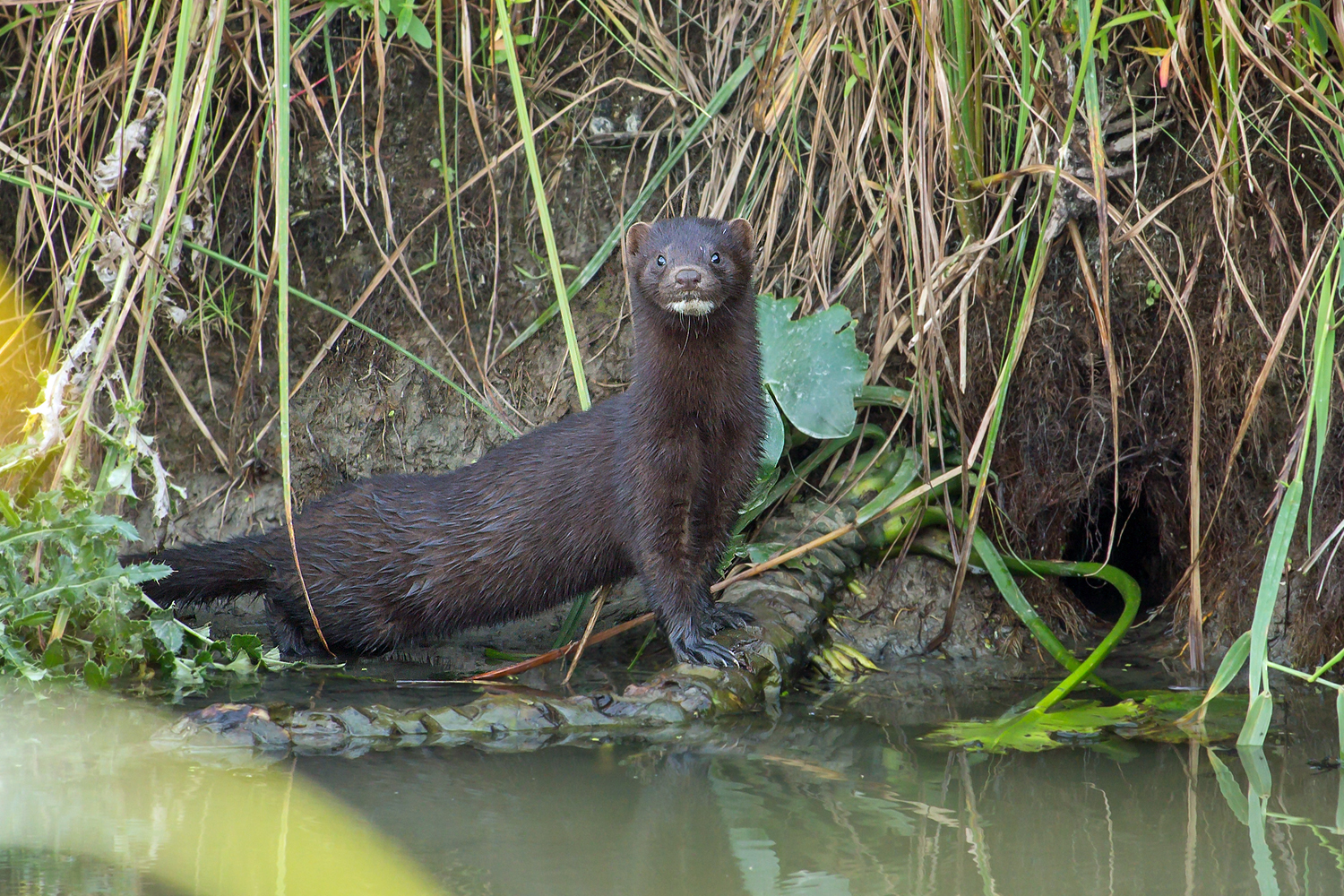
Ein Mink in freier Natur in Norddeutschland

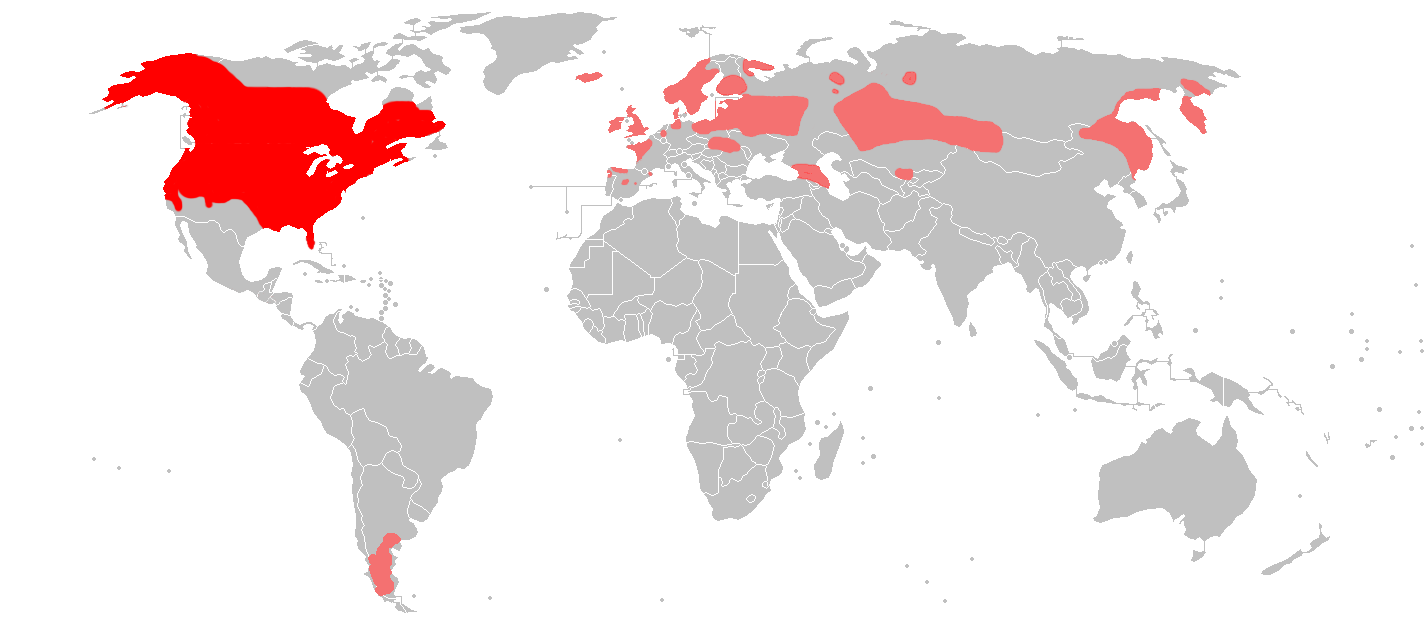
Verbreitungsgebiet weltweit

Schon früh wurden Amerikanische Nerze ihres Felles wegen gejagt, das als besonders wertvoll gilt. Erste erfolgreiche Zuchtversuche in Pelztierfarmen wurden um 1900 in den Vereinigten Staaten begonnen. Daher wurden amerikanische Zuchtnerze auch in Europa eingeführt. Durch menschlichen Einfluss entstanden Farbmutationen, zum Beispiel rein weiße, schwarze oder silberblaue, auch Saphir-Nerze genannte Exemplare (Näheres siehe unter →Nerzfell). Eine Zucht des Europäischen Nerzes mit dem weniger attraktiven Fell fand nicht statt.
Aus Farmen entkommene Tiere sowie einige, die im Rahmen sogenannter Befreiungsaktionen von Pelzgegnern freigelassen wurden, haben sich in Europa inzwischen großflächig ausgebreitet und haben vielerorts ihre europäischen Verwandten verdrängt und an den Rand der Ausrottung getrieben.
Außerdem üben sie häufig einen starken Druck auf andere Arten aus, wie beispielsweise junge Wasservögel oder Amphibienbestände.
Auf entlaufene Tiere werden die heutigen wildlebenden Populationen in Island, Skandinavien, den Britischen Inseln, Frankreich, Spanien, Österreich, Deutschland, Polen und in großen Teilen Russland zurückgeführt.
In Großbritannien geht die Nerz-Population auf Tiere zurück, die in den 1950er Jahren aus Pelztierfarmen entkommen sind. Dort hatte die Ausbreitung des Amerikanischen Nerzes eine empfindliche Wirkung auf das lokale Ökosystem. Beispielsweise wird der Rückgang im Bestand an Schermäusen um mehr als 20 Prozent zum Teil auf die Ausbreitung des Amerikanischen Nerzes zurückgeführt. Im nördlichen Kent im Bereich der Isle of Sheppey und der Halbinsel Hoo wurde daher im Dezember 2012 ein Programm zur gezielten Ausrottung des Amerikanischen Nerzes begonnen. Ein ähnliches Programm war zuvor in Schottland erfolgreich durchgeführt worden.
Nerzfarmen stehen besonders in der Kritik von Tierschützern. Diese sehen die Farmen grundsätzlich als im Widerspruch zum deutschen Staatsziel des Tierschutzes stehend, das seit 2002 mit dem Grundgesetzartikel 20a Verfassungsrang erlangt hat.
Abgesehen von einer damit begründeten grundsätzlichen Ablehnung der Zucht für Pelzzwecke und die Duftstoffgewinnung (Nerzöl), konzentriert sich die Kritik beim Nerz insbesondere auf die geringe Gehege- oder Käfiggröße, das Halten in nicht artgerechten Käfigen an sich, die Einzelhaltung und das Fehlen von Schwimmwasser. Die Züchter führen dagegen an, dass zum einen eine Bodenhaltung die Übertragung von Krankheiten fördere und zum anderen der Nerz durch die lange Domestikation kein Schwimmwasser für sein Wohlbefinden mehr benötige.
Seit dem Auftreten von COVID-19 in den Nerzfarmen und den anschließenden Massenkeulungen (s. u., die Tötung in den Pelztierfarmen erfolgt in der Regel mit Kohlenmonoxid-Gas) hat die Kritik wieder neuen Auftrieb bekommen.
Offensichtlich hat die Käfighaltung die Ausbreitung dieser Krankheit nicht behindert. Man vermutet, dass sich die Viren durch Umluftkühlanlagen verbreiteten, und will daher jetzt Hochleistungsfilter einbauen.
Kritiker sehen jedoch die wirtschaftlichen Interessen der Betreiber derartiger Farmen für deren Argumentation im Vordergrund.
Die meisten Nerze wurden bis dahin in Europa in Dänemark, Italien und den Niederlanden gezüchtet. Eine wesentliche Grundlage für die Pelztierzucht war insbesondere in Skandinavien und Holland die Weiterverarbeitung von Fleisch- und Fischabfällen als Pelztierfutter. In Österreich, Großbritannien und der Schweiz wurde die Pelztierzucht eingeschränkt, während China in etwa einem Jahrzehnt zu einem der wichtigsten Zuchtländer auch für Nerze heranwuchs. In Deutschland gibt es seit 2019 aufgrund von Tierschutzauflagen keine Nerzfarmen mehr.
In Nordamerika (insbesondere in der kanadischen Provinz Ontario und im US-Bundesstaat Minnesota) ist der Nerz häufigster Endwirt und hauptsächliches Erregerreservoir des Nierenwurms, eines Parasiten, der auch Menschen und Hunde befallen kann.

## COVID-19
Mitte Oktober 2020 wurde bekannt, dass aufgrund der Empfänglichkeit dieser Tiere für SARS-CoV-2 in vielen Pelztierfarmen Massenkeulungen vorgenommen wurden. So wurden alleine im US-Bundesstaat Utah fast 10.000 Tiere getötet, in Spanien über 92.000 und (von denen 90 % mit SARS-CoV-2 infiziert gewesen sein sollen) in den Niederlanden über eine Million. Nach Ansicht der WHO-Expertin Maria Van Kerkhove ist das Risiko einer Ansteckung des Menschen durch ein solches Tier jedoch nur „sehr begrenzt“, allerdings bestand nach Einschätzung von Anders Fomsgaard vom Statens Serum Institut durchaus das Risiko, dass mutierte Stämme, die sich in Amerikanischen Nerzen entwickeln, von einem COVID-19-Impfstoff nicht erfasst werden. SARS-CoV-2-Stämme mit diesem Potential wurden nach einigen Presseberichten bereits in Nordjütland festgestellt. Laut Dagbladet Information ist das Problem mit dem mutierenden Spike-Protein zumindest solange hypothetisch, wie menschliche Träger einer Virusvariante mit in Nerzen mutiertem Spike-Protein sich isolieren und somit keine weiteren Menschen anstecken können. Sollte eine Variante mit so weitgehend verändertem Spike-Protein die menschliche Population erreichen, dass bereits gebildete Antikörper nicht mehr wirksam sind, würde sich laut Statens Serum Institut diese Variante wohl dänemark- und weltweit durchsetzen. Laut einer Meldung von euronews mit Stand vom 13. Oktober 2020 werden in Dänemark 2,5 Millionen Nerze wegen des Virus getötet. In einem weitergehenden Schritt beschloss die dänische Regierung am 4. November 2020 die schnellstmögliche Keulung aller 15 bis 17 Millionen Nerze in Dänemark, da inzwischen etwa 50 % aller humanen COVID-19-Fälle im nördlichen Dänemark mit Nerzfarmen in Verbindung stehen. Nach den Niederlanden ist Dänemark damit das zweite Land in der Europäischen Union, das die Nerzhaltung als Maßnahme in der SARS-CoV-2-Pandemie dauerhaft verbieten will. Nach dem Friedrich-Loeffler-Institut (FLI) mit Stand 6. November 2020 seien für Deutschland keine besonderen Schutzmaßnahmen nötig, da es wegen des Verbots der Haltung von Nerzen als Pelztiere in diesem Land keine Nerzfarmen gibt. Da es in Dänemark jedoch noch keine gesetzliche Befugnis gibt, Nerze außerhalb der 7,8-Kilometer-Zonen zu keulen, handelt es sich dort erst um eine Aufforderung zur Keulung sämtlicher Nerze.
Aufgrund sich in der Öffentlichkeit zunehmend verbreitender, in Amerikanischen Nerzen mutierter und gegen Antikörper weniger empfindliche Virenstämme, insbesondere „Cluster 5“, verhängte die dänische Regierung am 5. November 2020 einen „strengen regionalen Lockdown“ über Teile Norddänemarks. Die Beseitigung der vielen Tierkörper erfolgt in Dänemark in provisorischen Massengräbern, die ihrerseits Nachfolgeprobleme aufwarfen. Mit Stand Ende November 2020 waren über 10 Millionen der 17 Millionen dänischen Nerze gekeult. Allerdings sind geschätzt über 100 der infizierten Tiere entkommen und stellen so eine potentielle Gefahr für Wildtiere aus der Familie der Marder, für streunende Katzen, und letztlich auch für den Menschen dar. Ein Impfstoff für Nerze müsste ebenfalls erst entwickelt werden. Bis Ende November waren einzelne Mink-Infektionen auch in Polen und Frankreich aufgetreten, bis dato aber soweit bekannt geworden in sehr viel geringerem Ausmaß als in den anderen genannten Ländern. Mitte November hatte die dänische Regierung mitgeteilt, dass diese Variante ausgemerzt sei. Die in Massengräbern verscharrten Tiere sollen allerdings wieder ausgegraben werden, um eine Verseuchung des Grundwassers zu verhindern, auch wenn (Stand 20. Dezember 2020) noch kein Zeitpunkt dafür feststeht.
Für die in Russland nach offiziellen Angaben dort gehaltenen 97.000 Nerze und 6.900 Frettchen wird daselbst ein eigener Impfstoff entwickelt. Eine ausführliche Stellungnahme dazu mit entsprechenden Empfehlungen hat das ecdc am 12. November 2020 abgegeben.

## Gefährdung
Natürliche Feinde des Minks sind Füchse, Fischotter oder eine natürliche Reduktion durch die Staupe. Zu den Hauptgefährdungsfaktoren zählen die Bejagung durch den Menschen sowie die Prädation durch streunende Katzen und Hunde. Als eine weit verbreitete Art wird der Amerikanische Nerz in der Roten Liste gefährdeter Arten der Weltnaturschutzunion IUCN als nicht gefährdet („Least Concern“) geführt.